# Tasek
Tasek (* 1973 in Braunschweig; eigentlich Gerrit Peters) ist ein Graffiti-Künstler, Illustrator und Grafik-Designer. Er lebt und arbeitet seit 1997 in Hamburg.

## Leben

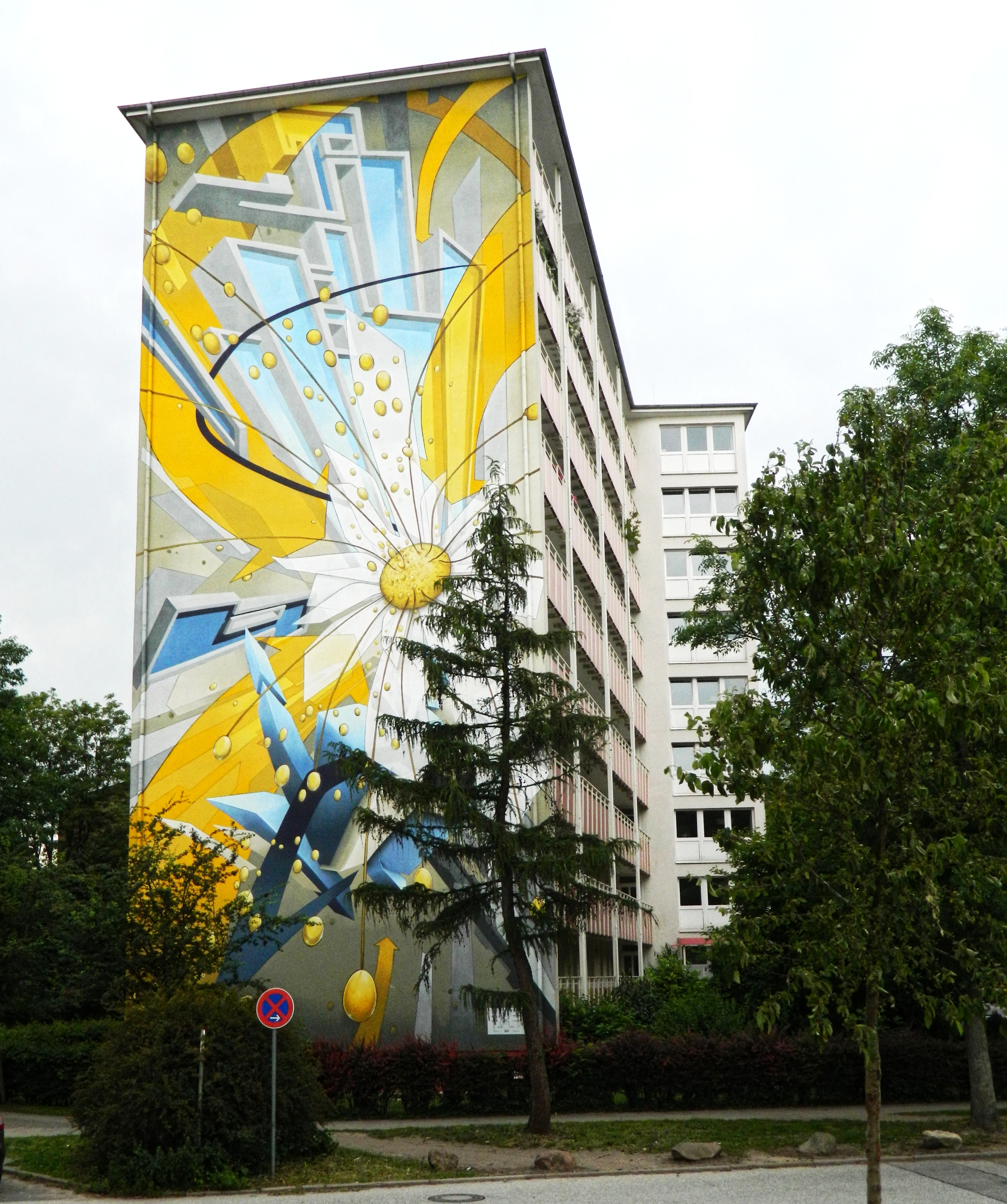
Mural von DAIM, Tasek, RKT One in Hamburg

Erste Graffiti-Arbeiten im öffentlichen Raum erfolgten ab Mitte der 1980er Jahre.
1999 gründete Tasek zusammen mit den Künstlern Mirko Reisser (DAIM) sowie Heiko Zahlmann die Ateliergemeinschaft getting-up in Hamburg. Das Künstlerkollektiv setzt seit mehr als fünfzehn Jahren gemeinsam Projekte um, die auch international Aufmerksamkeit finden.

## Werk
„Auch Gerrit Peters, alias TASEK, hat seine künstlerische Karriere in den 80er Jahren als Graffiti-Künstler begonnen. Inhalt seiner Kunst ist dabei stets das kreative Hinwegsetzen über gesellschaftlich auferlegte Grenzen. TASEK durchbricht stilistische und methodische Grenzen, kombiniert Sprühtechnik mit der Technik des Siebdrucks. Dies zeigt sich auch in seinen beiden Werken „minimal“ und „screensaver“, Themen wie Überinformation, Massengesellschaft, Übermaß und Konsum spielen eine zentrale Rolle in TASEKs Kunst. Mit typographischen Mitteln, klaren Farben und reduzierten Formen setzt TASEK einen Gegenpunkt zur Informationsflut im öffentlichen Raum.“

Seine Werke sind in Kunstsammlungen vertreten, unter anderem in der Sammlung Reinking.

## Projekte
2006 nahm Tasek am Skulpturenprojekt sculpture@CityNord in Hamburg teil, kuratiert von Rik Reinking. 2007 realisierte er eine Skulptur aus 3000 PET-Flaschen im Rahmen des Dockville-Kunstcamps in Hamburg.

### Urban Discipline Ausstellungen
Die Urban Discipline Ausstellungen, deren erste im Jahr 2000 von Gerrit Peters in Zusammenarbeit mit Heiko Zahlmann und Mirko Reisser konzeptioniert, kuratiert und organisiert wurde, gehören zu den weltweit wichtigsten Graffiti-Ausstellungen. Os Gêmeos sprachen in Interviews von einem großartigen Projekt. Urban Discipline sei eine der ersten und immer noch größten je durchgeführten Graffiti Ausstellungen gewesen, die auch Künstlern wie Daniel Man und Banksy zu einem wichtigen Karriereschritt verhalfen. Den Organisatoren war es wichtig, in einer Zeit, in der Graffiti nicht mehr bloß als Schmiererei galt, aber immer noch nicht wirklich ernst genommen wurde, für dessen Etablierung als Kunstform zu kämpfen Internationale Stars der Szene kamen bereits zur ersten Ausstellung nach Hamburg. Die wichtigsten Vertreter der internationalen Graffiti- und Street-Art Szene versammelten sich daraufhin auch für die nächsten zwei Jahre, in denen das Projekt weiterhin von getting-up organisiert wurde. 2001 stellen in der Alten Postsortierhalle am Hamburger Stephansplatz neben Os Gêmeos aus Brasilien und Martha Cooper aus New York, Künstler aus der ganzen Republik sowie aus Brasilien, Österreich, Frankreich, den USA und der Schweiz aus. Auch 2002 kommen noch einmal 34 internationale Künstler aus der ganzen Welt zusammen, um auf 1700 Quadratmetern in den Astra-Hallen, im Hamburger Stadtteil St. Pauli, auszustellen.

### Mural Global
Im Rahmen von Mural Global, ein weltweites Wandmalprojekt zur Agenda 21, realisierte Tasek im Jahr 2001, gemeinsam mit den brasilianischen Graffiti-Künstlern Os Gêmeos, Vitché, Herbert Baglione und Nina Pandolfo sowie mit den deutschen Graffiti-Künstlern Loomit, Codeak und DAIM, ein 300 m² großes Wandbild in São Paulo. Das Wandbild liegt unter einem Viadukt des Beneficência-Portuguesa-Krankenhauses auf der Avenida 23 de Maio und beinhaltet das Thema Luft, Erde, Wasser und Feuer. 80 Wandbilder sind bisher im Rahmen des WandmalprojektesMural Global entstanden.
Eine Initiative von Farbfieber e. V. Düsseldorf, unter Schirmherrschaft der UNESCO. Das Projekt wurde mit dem Innovationspreis Soziokultur 2002 des Fonds Soziokultur ausgezeichnet.

### Dock-Art
Tasek realisierte im Team von 9 weiteren Künstlern, in Zusammenarbeit mit Lothar Knode, das Projekt Dock-Art. Das 2000 m² große Graffiti wurde 2001 gegenüber den Landungsbrücken am Hamburger Hafen an der Außenwand des Docks 10 der Werft Blohm + Voss enthüllt.

### Soziales
Tasek realisierte, gemeinsam mit der Ateliergemeinschaft getting-up, bereits mehrere wohltätige Projekte: Mit Gefangene helfen Jugendlichen e. V.  kooperierte er für ein Projekt, das die Visualisierung der Grundidee des Vereins beinhaltete. Der Verein arbeitet gefängnisintern und verfolgt das Ziel, Jugendlichen den Alltag in einer Justizvollzugsanstalt näherzubringen.
Der Jamliner ist ein Projekt der Staatlichen Jugendmusikschule Hamburg und des MusikSchulVereins e. V., Förderverein der Jugendmusikschule. Jugendliche ab zwölf Jahren aus sozial schwachen Vierteln Hamburgs können so direkt vor Ort und kostenlos eine „rollende Musikschule“ besuchen.
Mit dem Graffiti- und Street Art Workshop Stylekickz hatten einmal im Jahr Jugendliche die Möglichkeit mit professioneller Unterstützung ein künstlerisches Projekt zu realisieren, um sich dabei in lebensnahen und -relevanten Themen zu qualifizieren.

## Ausstellungen
- 2000: Urban Discipline 2000, Thomas I-Punkt Halle, Hamburg.[24]
- 2001: Urban Discipline 2001, Alte Postsortierhalle am Stephansplatz, Hamburg.[25]
- 2002: getting-up, FREIRAUM, Museum für Kunst und Gewerbe Hamburg.[26]
- 2002: Urban Discipline 2002, Bavaria-Halle, Hamburg.[27]
- 2005: Smell of paint in the air, Halle K3, Kampnagel, Hamburg.
- 2005: Passion des Sammelns, Alte Baumwollspinnerei, Halle 14, Leipzig.
- 2005: Smell of paint in the air, Westwendischer Kunstverein, Gartow.
- 2005: getting-up, Galerie K31, Lahr.
- 2006: Minimal Illusions – Arbeiten aus der Sammlung Rik Reinking, Villa Merkel, Esslingen.
- 2006: Coming Soon…, Projektraum Blashofer, Berlin.
- 2007: Wakin Up Nights, de Pury & Luxembourg, Zürich, Schweiz.[28][29]
- 2007: Still on and non the wiser, Von der Heydt-Museum, Kunsthalle Barmen, Wuppertal.[30]
- 2007: We are the people darker than blue, Stilwerk, Hamburg.

## Veröffentlichungen
- Mirko Reisser, Gerrit Peters, Heiko Zahlmann (Hrsg.): Urban Discipline 2000: Graffiti-Art. Urban Discipline: Graffiti-Art, Nr. 1. getting-up, Hamburg 2000, ISBN 3-00-006154-1 (eingeschränkte Vorschau in der Google-Buchsuche – Ausstellungskatalog).
- Mirko Reisser, Gerrit Peters, Heiko Zahlmann (Hrsg.): Urban Discipline 2001: Graffiti-Art. Urban Discipline: Graffiti-Art, Nr. 2. getting-up, Hamburg 2001, ISBN 3-00-007960-2 (eingeschränkte Vorschau in der Google-Buchsuche – Ausstellungskatalog).
- Mirko Reisser, Gerrit Peters, Heiko Zahlmann (Hrsg.): Urban Discipline 2002: Graffiti-Art. Urban Discipline: Graffiti-Art, Nr. 3. getting-up, Hamburg 2002, ISBN 3-00-009421-0 (eingeschränkte Vorschau in der Google-Buchsuche – Ausstellungskatalog).